# Mickey Thomas (Fußballspieler)
Mickey Thomas (* 7. Juli 1954 in Mochdre) ist ein ehemaliger walisischer Fußballspieler. Thomas bestritt in seiner Karriere 51 Spiele für die Nationalmannschaft von Wales, in denen er vier Tore erzielte.

## Karriere
Mickey Thomas war einer der vielen Spieler die aus dem Nordwesten von Wales in den 1970er und 1980er Jahren nach England kamen.
Die damalige Fabrik Quinton Hazell kaufte ihm ein Paar Fußballschuhe, so dass er im Alter von 13 Jahren als Flügelspieler im Männerteam der Firma spielen konnte. Als er 15 Jahre alt war, wurden er und sein Freund Joey Jones, der ein Jahr jünger als er war, zum FC Wrexham geschickt.
In den ersten zwei Jahren waren sie im Verein mit Schuhe putzen, dem Reinigen der Umkleiden und des ganzen Stadions beschäftigt. Thomas feierte schließlich in der Saison 1971/72 im Alter von 17 Jahren sein Debüt. Unter John Neal gelang es dem FC Wrexham 1974 bis ins Viertelfinale des FA Cups vorzudringen. 1976 scheiterte man im Europapokal der Landesmeister am späteren Gewinner RSC Anderlecht aus Belgien.
Nachdem der FC Wrexham Meister in der Third Division wurde, wechselte Thomas zu Manchester United. Er bestritt 110 Spiele für die Red Devils und erzielte dabei 15 Tore.
1981 wechselte er für nur drei Monate zum FC Everton. Sein Vertrag wurde vom damaligen Trainer Howard Kendall aufgelöst, nachdem Thomas sich geweigert hatte, für das Reserveteam zu spielen. Im Januar 1984 wechselte er zum FC Chelsea, wo er unter John Neal, seinem früheren Trainer beim FC Wrexham spielte. Thomas spielte eine starke Saison und hatte großen Anteil am Gewinn der Football League Second Division. 1985 wurde er für eine Ablösesumme von 100.000 Pfund an West Bromwich Albion abgegeben. Nach seiner Zeit bei West Bromwich Albion spielte er bei weiteren englischen Klubs. Einen großen Erfolg feierte er 1991 mit Wrexham, seiner letzten Profistation, als er im FA Cup gegen Arsenal den 2:1-Siegtreffer per Freistoß erzielte.
1993 wurde er zu 18 Monaten Haft wegen Geldfälschung verurteilt. Nach seiner Inhaftierung spielte er nur noch bei unterklassigen Vereinen, wie FC Porthmadog und FC Amlwch Town  bevor er schließlich 1995 endgültig seine Karriere beendete.
Zurzeit analysiert und kommentiert Thomas die Spiele von Manchester United für die Radiosender Key 103 und Piccadilly Magic 1152.